# 大森町 (東京府)
大森町（おおもりまち）は、東京府荏原郡にかつて存在した町である。東京都大田区の京急本線大森町駅周辺に位置する。

## 沿革
- 慶長から元和ごろ - 大森村が東大森村・西大森村・南大森村・北大森村に分村する[2]。
- 元禄8年（1695年） - 大森4村が東大森村・西大森村・北大森村の3村になる[注 1]。
- 嘉永5年（1852年） - 浜端（現大森東3・5丁目付近）に大砲打場を設置[3]。
- 安政2年10月2日（1855年11月11日） - 安政江戸地震により大森3村で1割にあたる108軒の家が破損[4]。
- 明治2年（1869年） - 大森3村が品川県に属す[5]。品川県所属は明治3 - 4年ごろまで続く[注 2]。
- 1876年（明治9年） - 東大森村・西大森村・北大森村が合併して大森村が発足する[注 3] 。
- 1889年（明治22年）5月1日 - 町村制の施行に伴い、大森村が単独村制[8][9]。
- 1897年（明治30年）7月20日 - 大森村が町制施行して大森町となる[10]。
- 1932年（昭和7年）10月1日 - 荏原郡全域が東京市に編入。大森町の区域は大森区となる[11]。
- 1947年（昭和22年）3月15日 - 大森区が蒲田区と合併し、大田区を設置[12]。

## 行政

### 町村長
| 代 | 氏名         | 就任年月日                 | 退任年月日                 | 備考             |
| -- | ------------ | -------------------------- | -------------------------- | ---------------- |
| 1  | 平林正之助   | 1889年（明治22年）3月9日   | 1913年（大正2年）3月8日    | 在任中に町政施行 |
| 2  | 村上謙       | 1913年（大正2年）5月5日    | 1913年（大正2年）12月15日  |                  |
| 3  | 須山藤右衛門 | 1914年（大正3年）4月11日   | 1916年（大正5年）2月25日   |                  |
| 4  | 平林作次郎   | 1917年（大正6年）2月19日   | 1921年（大正10年）2月27日  |                  |
| 5  | 須山藤右衛門 | 1921年（大正10年）3月15日  | 1922年（大正11年）6月27日  |                  |
| 6  | 松尾源次郎   | 1922年（大正11年）12月16日 | 1923年（大正12年）7月25日  |                  |
| 7  | 島田由兵衛   | 1923年（大正12年）12月17日 | 1925年（大正14年）10月12日 |                  |
| 8  | 平林眞之助   | 1926年（大正15年）2月12日  |                            |                  |
| 9  | 山本半蔵     | 1927年（昭和2年）12月21日  |                            | [ 14 ]           |

### 行政施設
- 大森警察署[15]

## 交通

### 鉄道
- 鉄道省（現JR東日本）
  - 東海道本線（東北・京浜線）：町域内を通過しているが、駅は存在しなかった。
- 京浜電気鉄道（現京浜急行電鉄）
  - 本線：学校裏駅 - 山谷駅[16]

京浜東北線大森駅・京急本線海岸駅は入新井町に所在した。

### バス
- 京浜乗合自動車・東横乗合自動車：品川駅 - 六郷橋北詰[19][20]

### 道路
- 国道15号（当時は1号国道、京浜国道）

## 産業
水産業が中心である。名産品にアサクサノリがある。

### 農業
当町の廃止時は農業が衰退しており、1931年の田畑面積は、1913年に比べて8割以上減少した。農業戸数は1926年末時点で70戸あり、全て兼業農家であった。1929年6月時点の鶏の飼育戸数は260戸、飼育羽数は約2万800羽であった。

### 漁業
1929年（昭和4年）の生産高は下記の通りであった。
- 沿岸漁業 - 70万円
- 養殖物
  - 海苔 - 300万円
  - 鯉 - 7500円
  - アサリ - 15万円
  - 牡蠣 - 3万8000円
- 水産加工物
  - 乾海苔 - 330万円
  - 佃煮 - 60万円

下記に漁業従事者推移を示す。海苔業者には問屋を含まない。
| 年                 | 海苔業者                 | 漁業者                   | 出典   |
| ------------------ | ------------------------ | ------------------------ | ------ |
| 1881年（明治14年） | 2,310人                  |                          | [ 26 ] |
| 1890年（明治23年） | 3,239人                  | 771人                    | [ 27 ] |
| 1891年（明治24年） | 2,256人                  | 772人                    | [ 28 ] |
| 1892年（明治25年） | 2,240人                  | 814人                    | [ 29 ] |
| 1929年（昭和04年） | 海苔・漁業合わせ11,085戸 | 海苔・漁業合わせ11,085戸 | [ 30 ] |

## 教育
- 大森第一高等尋常小学校 - 字田中
- 大森第二尋常小学校 - 字松戸
- 大森第三尋常小学校 - 字靏渡
- 大森実業公民学校
- 大森青年訓練所
- 帝国女子医学専門学校
  - 帝国女子医学専門学校附属看護婦養成所 - 字宝田
- 大森高等女学校 - 字靏渡
- 城南女学校
- 城南幼稚園
- 東京高等工学校附属普通部

## 社寺宗教
- 寄来神社
- 貴船神社 - 字貴船3056番地
- 八幡神社
- 諏訪神社
- 三輪神社
- 稲荷神社
- 三輪厳島神社
- 浅間神社
- 厳正寺 - 字貴船2941-2942,2946-2948番地
- 徳浄寺
- 大林寺 - 字田中
- 密乗院

## 名所・観光スポット
- 大森新地[31]

## 人口
関東大震災による東京市からの移住や、交通機関の発達により、大正から昭和にかけて人口が増加している。人口増加のため、鶴渡・田中・亀島に町営住宅が作られた。
| 年                   | 人口     | 戸数    | 出典                   |
| -------------------- | -------- | ------- | ---------------------- |
| 元禄年間             |          | 約700戸 | 『新編武蔵風土記稿』   |
| 1830年代（天保年間） | 5,003人  | 904戸   | [ 34 ]                 |
| 1900年（明治33年）   | 11,510人 |         | [ 35 ]                 |
| 1905年（明治38年）   | 12,170人 |         | [ 35 ]                 |
| 1910年（明治43年）   | 15,298人 |         | [ 35 ]                 |
| 1915年（大正04年）   | 17,305人 |         | [ 35 ]                 |
| 1920年（大正09年）   | 19,501人 | 3,763戸 | 国勢調査               |
| 1925年（大正14年）   | 32,014人 | 6,828戸 | 人口：国勢調査、戸数： |
| 1930年（昭和05年）   | 46,055人 | 9,597戸 | [ 39 ]                 |

## 地域
- 字美原、浅間、谷中、谷島、諏訪、松戸、富士見、亀島、宝田、靏渡、三輪、末広、千代田、貴船、田中、前方、堀内、相生、瀬島、前ノ浦、袖ヶ浦、中富、東浜、中島、森ヶ崎、森ヶ崎新田、原島

## 現在の地名
大森中、大森本町、大森東、大森西（一丁目、四丁目、七丁目は一部のみ）、大森南（一丁目を除く）（いずれも大体の範囲）

## 出身・ゆかりのある人物
- 小久保喜七（衆議院議員、貴族院議員、自由民権家） - 住所が大森町山谷[40]。